# Vinte e quatro Generais de Takeda Shingen

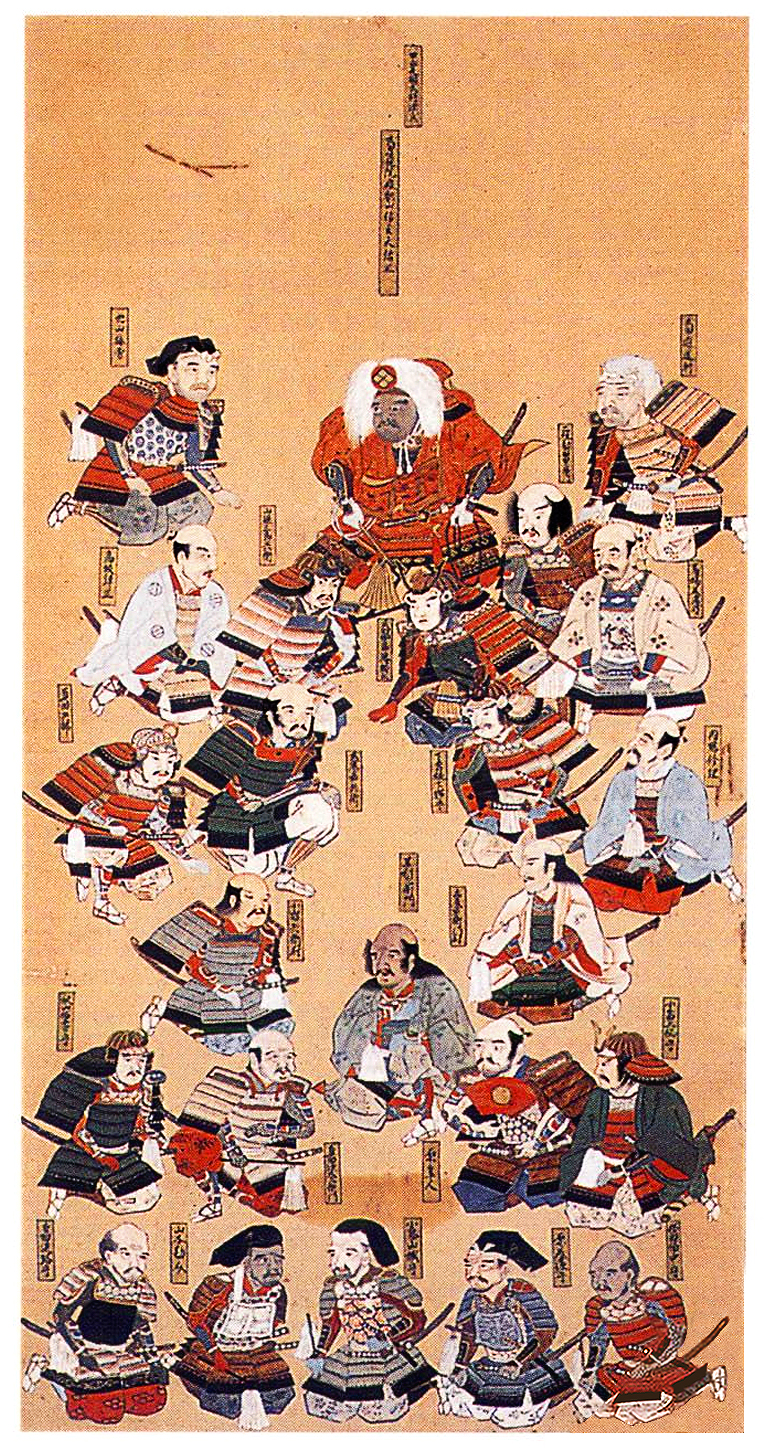
Pintura representando os vinte e quatro Generais de Takeda Shingen.

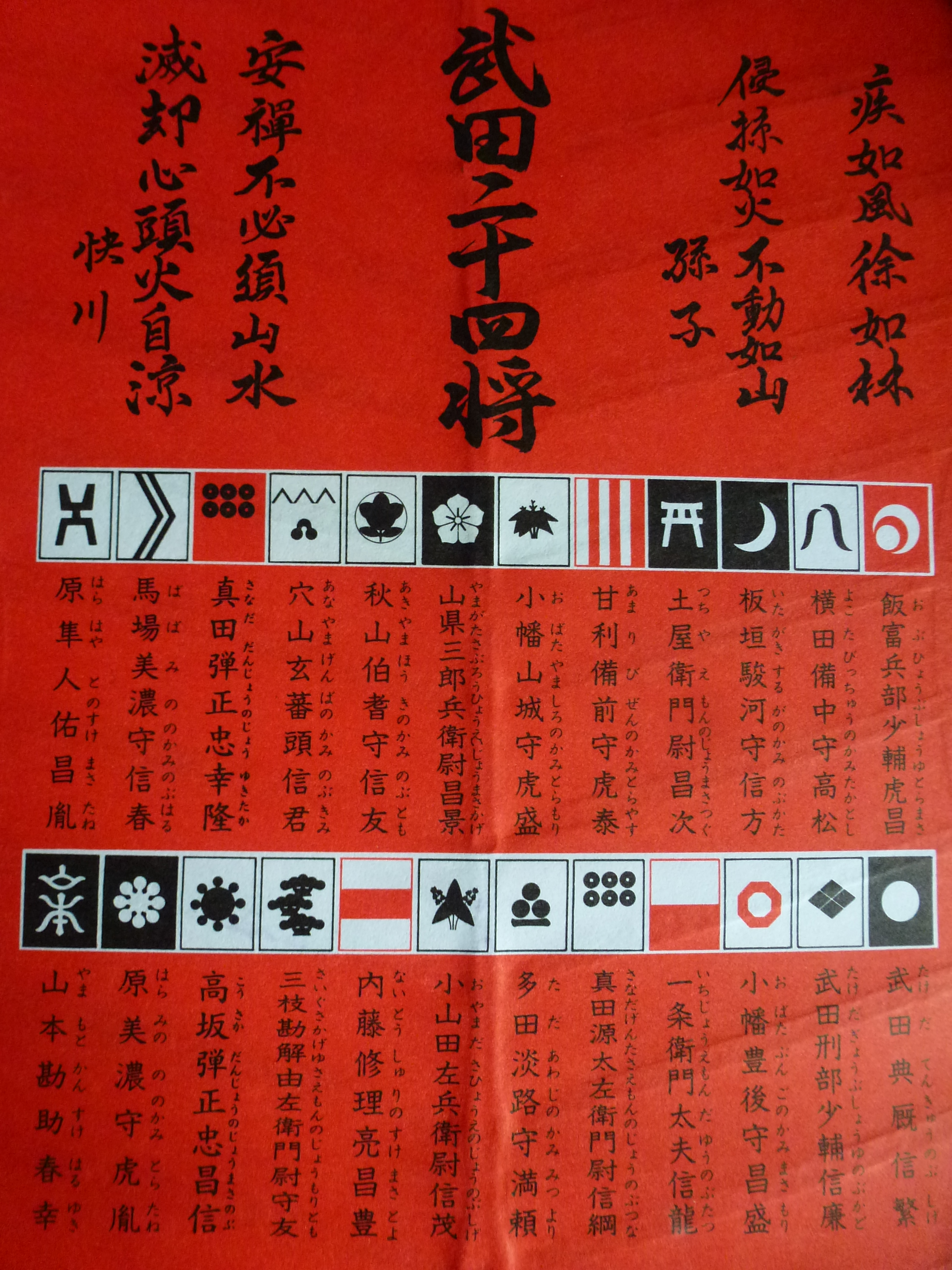
O brasão de armas dos generais conforme aparecem nos livros de história.

Vinte e quatro Generais de Takeda Shingen (武田二十四将, Takeda Nijūshi-shō) foi um dos grupos de lideres e comandantes militares no Japão durante o período Sengoku, que foi marcado por constantes guerras. Estes generais eram as pessoas de confiança do daimiô
Takeda Shingen, que procurou o controle do Japão, na fase final do Sengoku. Quase uma terça parte deles morreram em combate durante a Batalha de Nagashino.

## Os vinte e quatro Generais de Takeda
Em pinturas e em fontes históricas, existem variações na lista de nomes.
Akiyama Nobutomo : segundo em comando de Takeda, recebeu amplos poderes. Ele morreu em 1575, após o segundo cerco do Castelo Iwamura;

Amari Torayasu : morreu na Batalha de Uedahara (1548);

Anayama Nobukimi : aliado de Tokugawa Ieyasu e o ajudou a vitória sobre Takeda Katsuyori;

Baba Nobuharu : lutou na Batalha de Mikatagahara e liderou a vanguarda da ala direita do exército de Takeda na Batalha de Nagashino, aonde morreu;

Hara Masatane : morreu na Batalha de Nagashino (1575);

Hara Toratane : participou das batalhas de Kawanakajima, em confronto com as tropas de Uesugi Kenshin, morreu na quinta e última batalha de Kawanakajima;

Ichijō Nobutatsu : irmão mais novo de Shingen, lutou na Natalha de Nagashino;

Itagaki Nobukata : morreu na Batalha de Uedahara (1548);

Kōsaka Masanobu : desempenhou um papel central na Batalha de Kawanakajima, não esteve presente na Batalha de Nagashino;

Naitō Masatoyo : participou na Batalha de Mikatagahara, durante a Batalha de Nagashino foi ferido várias vezes por setas, e finalmente, decapitado por Asahina Yasukatsu;

Obata Toramori : participou de mais de 30 batalhas, sendo ferido vezes, em 1561 após a Batalha de Kawanakajima, ele retornou para o Castelo Kaizu aonde morreu por motivo de doença;

Obata Masamori : liderou o o maior contingente na Batalha de Nagashino, aonde veio a falecer;

Obu Toramasa  :  conhecido como o tigre selvagem de Kai, foi suspeito de influenciar e manipular o filho de Takeda Shingen, Takeda Yoshinobu. Em 1565 foi condenado a cometer seppuku;

Oyamada Nobushige : lutou nas batalhas de Kawanakajima, na Batalha de Mikatagahara e na Batalha de Nagashino;

Saigusa Moritomo : participou das batalhas de Mikatagahara e Nagashino, aonde morreu em 1575;

Sanada Yukitaka : foi daimiô do Província de Shinano e avô do legendário samurai Sanada Yukimura. Yukitaka morreu no ano de 1574;

Sanada Nobutsuna : morreu durante a Batalha de Nagashino em 1575;

Tada Mitsuyori : atuou como capitão de infantaria durante 29 conflitos entre os quais incluem a Batalha de Sezawa de 1542 ea Batalha de Uehara de 1542. Mitsuyori morreu em 1563;

Takeda Nobushige : irmão mais novo de Shingen, morreu na Batalha de Kawanakajima (1561);

Takeda Nobukado : era o irmão de Takeda Shingen. Nobukado morreu em 1582 , quando as tropas de Oda Nobunaga invadiu as terras pertencentes ao clã Takeda;

Tsuchiya Masatsugu : lutou na batalha de Mikatagahara, morreu na Batalha de Nagashino; seu filho seguiu Takeda Katsuyori até sua morte na Batalha de Temmokuzan em 1582;

Yamagata Masakage : lutou na batalha de Mikatagahara e no cerco de Yoshida , morreu na Batalha de Nagashino;

Yamamoto Kansuke : estrategista mais importante de Takeda Shingen, lutou na batalha de Kawanakajima aonde morreu;

Yokota Takatoshi : morreu no cerco de Toishi (1550).

## Artes
Os vinte e quatro Generais de Takeda Shingen é um tema popular na arte japonesa. É comumente representado como Ukiyo (Mundo Flutuante) que descreve o estilo de vida urbano no Japão durante o período Edo (1600-1867), no Bunraku, forma de teatro de bonecos japoneses e nas histórias heróicas do período Sengoku. Além disso, eles são representados por atores todos os anos nas festividades Matsuri.
No filme Kagemusha dirigido pelo diretor Akira Kurosawa retrata a história das lutas pelo domínio do Japão travada entre Shingen Takeda, Nobunaga Oda e Ieyasu Tokugawa e seus comandados.
O jogo de computador Shogun: Total War está baseado nas figuras históricas dos Generais de Shingen.